# Ə̱̃
Cette page contient des caractères spéciaux ou non latins. S’ils s’affichent mal (▯, ?, etc.), consultez la page d’aide Unicode.
Ə̱̃ (minuscule : ə̱̃), est un graphème utilisé dans l'écriture de l’idu-mishmi. Il s'agit de la lettre schwa diacritée d'un tilde et d’un macron souscrit.

## Utilisation
Le ə̱̃ est utilisé dans l’orthographie de l’idu-mishmi.

## Représentations informatiques
Le schwa macron souscrit peut être représenté avec les caractères Unicode suivants (latin étendu - B, alphabet phonétique international, diacritiques) :
| formes    | représentations | chaînes de caractères | points de code       | descriptions                                                                |
| --------- | --------------- | --------------------- | -------------------- | --------------------------------------------------------------------------- |
| capitale  | Ə̱̃               | Ə◌̱◌̃                   | U+018F U+0331 U+0303 | lettre majuscule latine schwa diacritique macron souscrit diacritique tilde |
| minuscule | ə̱̃               | ə◌̱◌̃                   | U+0259 U+0331 U+0303 | lettre minuscule latine schwa diacritique macron souscrit diacritique tilde |